# 薩米·阿卜杜勒·拉澤克
薩米·阿卜杜勒·拉澤克（Samy Abdel Razek，1980年4月10日—）是一名埃及射擊運動員，主攻50公尺手槍、10公尺空氣手槍和25公尺中火手槍項目。他曾獲得兩屆非洲射擊錦標賽男子50公尺手槍冠軍。

## 外部連結
- ISSF（页面存档备份，存于）